# 愛知県旗
愛知県旗（あいちけんき）は、日本の都道府県の一つ、愛知県の旗。本項では、旗に図示されている愛知県章（あいちけんしょう）についても併せて解説する。

## 解説
県章は1950年（昭和25年）の第5回愛知国体開催を記念して公募を実施し、1600点のデザイン案より選定されたものを基に同年8月15日付で県民歌「われらが愛知」と共に制定したものである。著作権法の規定により、2001年（平成13年）1月1日よりパブリックドメインとなっている。県名を平仮名で書いた「あ」「い」「ち」の3文字を組み合わせて図案化し、太平洋に面した県の海外発展性と希望に満ちた旭日波頭（きょくじつはとう）を表現する。
県旗を定める告示は特になく、えんじ色の地に県章を白抜きで中央に配置したものが慣例的に使用されている。配色に関しては、特に由来などは定められていない。